# Mimi Schmir
Mimi Schmir est une productrice et scénariste américaine. Elle est surtout connue pour avoir travaillé à la production et à la scénarisation de Grey's Anatomy et de Shark. Elle a également travaillé à la scénarisation de Promised Land (en), La Vie à cinq et Felicity.
Elle est la conjointe de Gary Glasberg et ils ont 2 fils.